# Липовые
Липовые (лат. Tiliaceae) — во многих устаревших системах классификации растений (Тахтаджяна, Кронквиста, Торна) — семейство двудольных растений. Согласно системе классификации APG IV (2016) и более ранним ее версиям — часть семейства Мальвовые (Malvaceae).
Объём семейства составлял около 35 родов и до 350 видов, распространённых в тропиках и зоне умеренного климата. На территории бывшего СССР — один род (16 дикорастущих видов, интродуцировано 11 видов), на Украине — также 1 род (6 дикорастущих видов).

## Описание
Деревья, реже травы. Листья сердцевидные, очерёдные. Цветки двуполые, правильные, с двойным околоцветником и свободными или сросшимися в основании в пучки тычинками. Плод — коробочка.

## Использование
Важнейшими в хозяйственном отношении родами являются липа и джут.
Наибольшее значение как текстильные растения имеют короткоплодный джут с почти шаровидной коробочкой и джут длинноплодный с длинной коробочкой. Оба вида — однолетние растения до 2—3 м высотой. На территории бывшего СССР культивируют в Таджикистане. Волокно, которое добывают из стеблей, идёт на изготовление мешков, брезентов, канатов, верёвок и т. д.